# Deense Wikipedia
De Deense Wikipedia (Deens: Wikipedia, den frie encyklopædi) is een uitgave in de Deense taal van de online encyclopedie Wikipedia.
De Deense Wikipedia ging op 1 februari 2002 van start.